# Nimbavliegenvanger
De nimbavliegenvanger (Batis occulta) is een zangvogel uit de familie Platysteiridae (lelvliegenvangers). De soort werd in 1984 door de Walter J. Lawson als aparte soort geldig beschreven maar wordt ook wel beschouwd als ondersoort van Batis poensis.

## Verspreiding en leefgebied
De soort komt voor van Sierra Leone tot Gabon en Congo-Brazzaville.

## Status
De grootte van de populatie is niet gekwantificeerd maar de soort wordt omschreven als schaars tot plaatselijk algemeen. Op de Rode lijst van de IUCN heeft deze soort de status niet bedreigd.